# Maniobra PIT

Diagrama de maniobra PIT (imagen GIF animada)

La maniobra PIT (en inglés: Pursuit Intervention Technique), también conocida como técnica de intervención de persecución o técnica de inmovilización precisa, es una táctica de persecución policial, utilizada por las fuerzas policiales para detener vehículos en fuga durante persecuciones, en la que un vehículo perseguidor choca y obliga a que un vehículo objetivo gire bruscamente de lado, perdiendo así el control y finalmente deteniéndose. Fue desarrollado por BSR Inc. y utilizado por primera vez por el Departamento de Policía del Condado de Fairfax en Virginia, Estados Unidos, en 1988. 

## Procedimiento
La maniobra PIT se realiza generalmente a velocidades moderadas o altas, y consiste en que el vehículo perseguidor se alinee junto al vehículo objetivo, ligeramente por detrás. El parachoques delantero del vehículo perseguidor entra en contacto con la parte trasera lateral del vehículo objetivo, normalmente cerca del eje trasero. Luego, el vehículo perseguidor gira ligeramente el volante hacia el vehículo objetivo mientras mantiene la presión. Esta acción provoca una pérdida repentina de tracción en las ruedas traseras del vehículo objetivo, lo que lo hace girar bruscamente y, en la mayoría de los casos, detenerse.
La técnica se basa en principios de física del movimiento: al desestabilizar la dirección del vehículo objetivo y trasladar su centro de gravedad, este gira involuntariamente, quedando en posición desfavorable o inmovilizado. A altas velocidades, un movimiento lateral tan repentino puede provocar colisiones con vuelcos.
Esta maniobra se considera una herramienta que permite a la policía poner fin a las persecuciones de manera segura. Los agentes de policía que lleven a cabo esta maniobra, deben evaluar cuidadosamente las condiciones y el entorno en el que se encuentran, para proceder de manera exitosa. La presencia de vehículos civiles cercanos o personas inocentes dentro del vehículo perseguido, las condiciones climáticas y la velocidad en la que se procede son varias de estas condiciones. En Estados Unidos, su uso debe cumplir con los protocolos de los departamentos de policía.

## Historia
La maniobra PIT se originó en Virginia Occidental a fines de la década de 1980 con el objetivo de detener vehículos que huían. La primera agencia policial de EE. UU. que enseñó el PIT fue el Departamento de Policía del Condado de Fairfax en Virginia, que modificó los parámetros de la técnica para su iniciación y ejecución en tácticas policiales. 

## Controversias y críticas
A pesar de su alta efectividad, el PIT ha generado controversia debido a incidentes en los que su uso incorrecto resultó en lesiones graves o muertes, especialmente cuando se empleó a altas velocidades con muchos vehículos civiles inocentes cercanos, colisionando con ellos. 